# Muistoja Pohjolasta
Muistoja Pohjola (укр. Спогади з півночі) — фінська патріотична пісня, яка, можливо, найбільш відома як аранжування військового маршу. Пісня була створена єгером Семом Сихво в 1915 році в таборі Локштедт у Німеччині під час підготовки фінського єгерського батальйону. Як аранжування маршу від Artturi Rope, він став одним із найбільш традиційних парадних маршів фінських сил оборони. Текст пісні написав Ройне Річард Рюйнанен.